# Joshua Parlby
Joshua Parlby (baptisé le 31 mai 1855 dans le Staffordshire, mort le 19 mai 1916 dans le Lancashire) est un ancien entraîneur de football ayant exercé dans les années 1890 à Manchester City.

## Biographie
Les détails de la vie de Parlby avant qu'il emménage à Manchester se sont pas clairs, certaines sources faisant allusion à une carrière de joueur à Stoke City. Parlby déménagea à Manchester afin d'y gérer un pub. Ses liens avec le commerce le menèrent vers un rôle dans le comité d'Ardwick AFC, qui utilisait un pub, le Hyde Road Hotel, comme quartier général. Parlby devint secrétaire-manager, et en 1893, fut le premier secrétaire du club à recevoir un salaire. Il avait la réputation de se battre pour sortir le club de problèmes financiers par tous les moyens possibles. Une légende urbaine raconte qu'il engageait de nouveaux joueurs dans des trains quand le club n'avait pas les moyens de voyager pour assister à un match à l'extérieur.
À la fin de la première saison où il était en fonction, le club finit treizième de Seconde Division, et fut obligé de demander une réélection à la ligue. Pensant que le club avait besoin de s'établir une identité capable d'attirer tous les habitants de Manchester, Parlby eut une grande influence dans la refonte de Ardwick AFC en Manchester City Football Club en 1894, ainsi que dans la réélection à la ligue.
Parlby fut responsable du club pour une saison de plus, dans laquelle ils finirent neuvième. Il retourna dans son ancienne fonction de tenancier de pub en 1895, mais continua à être présent dans le comité du club durant trois ans avant de quitter la ville de Manchester.